# تيار مداوم

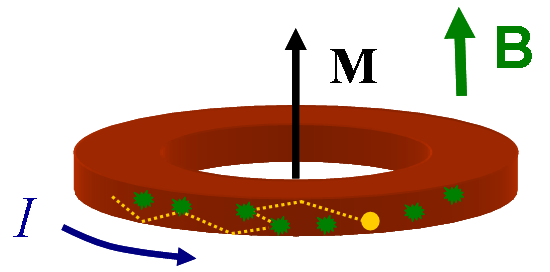
مخطط للتيار المداوم. يُشير السهم الأخضر إلى اتجاه الحقل المغناطيسي المُطبق والساكن B، والذي يسمح للتيار الكهربي I (السهم الأزرق) بالمرور وتكوين المغنطة M (السهم الأسود) عن طريق كسر التناظر بين تيارات اتجاه عقارب الساعة واتجاه عكس عقارب الساعة. وتمثل النقطة الصفراء إلكترونًا يجتاز مادة الحلقة غير المنتظمة (النجوم الخضراء) بدون تبدد. إن تيار الحلقة النموذجي هو 1 نانو أمبير، للحلقة التي قطرها 0.6 ميكرومتر، في درجة حرارة أقل من 0.5 كلفن.

التيار المداوم (بالإنجليزية: Persistent current)‏ هو تيار كهربائي مستمر، لا يحتاج إلى مصدر طاقة خارجي، حيث يمر طبيعيًا، خلال الفلزات المقاومة.
ينشأ ذلك التيار نتيجة لتأثير ميكانيكا الكم، التي تؤثر على كيفية انتقال الإلكترونات، خلال الفلزات، حيث ينشأ نتيجة لحركة مماثلة لتلك التي تسمح للإلكترونات الموجودة داخل الذرّة بالدوران حول النواة إلى الأبد. ويصبح مقدار التيار ملحوظًا عندما يتم اختزال حجم النظام الفلزي إلى مقياس طول التماسك والطول الحراري للطور الكمي للإلكترون.
في الفيزياء، يشير التيار المداوم (بالإنجليزية: Persistent current)‏ إلى تيار كهربائي دائم، لا يتطلب مصدر طاقة خارجي. مثل هذا التيار مستحيل في الأجهزة الكهربائية العادية، نظرًا لأن جميع الموصلات شائعة الاستخدام لها مقاومة غير صفرية، وهذه المقاومة ستشتت بسرعة أي تيار مثل الحرارة. ومع ذلك، في الموصلات الفائقة وبعض فيزياء الميزوسكوب، يمكن ملاحظة التيارات المستمرة بسبب ميكانيكا الكم. في المواد المقاومة، يمكن أن تظهر التيارات المستمرة في العينات المجهرية بسبب تأثيرات الحجم. تستخدم التيارات المستمرة على نطاق واسع في شكل مغناطيس فائق الموصلية.

## المُلاَحَظَة
كان من المتوقع في بادئ الأمر أن يتولد التيار المداوم في الحلقات الميكرومترية القابلة للملاحظة في عام 1983م، وذلك في التجارب التي أجراها كلٌ من ماركوس بوتيكر وجوزيف إيمري ورولف لانداور. ونظرًا لأن ظهور تأثير التيار يتطلب التماسك الطوري للإلكترونات حول الحلقة بأكملها، فإنه تعذر ملاحظة التيار في تلك المحاولة عندما تم قطع الحلقة عن طريق استخدام مقياس التيار الكهربائي، ولذا توجب قياس التيار بطريقة غير مباشرة من خلال المغنطة. قدَّم مجموعة من الباحثين في مختبرات بل أول دليل تجريبي للتيار المُداوم في عام 1990م، حيث استخدموا مرنانًا فائق التوصيل لدراسة مجموعة من الحلقات النحاسية. أما القياسات التالية، والتي تمت باستخدام مرنانات فائقة التوصيل ومقاييس المغنطة شديدة الحساسية المعروفة باسم أجهزة التداخل الكمي فائق التوصيل (SQUIDs)، فقد أسفرت عن نتائج متناقضة.
وفي عام 2009م، تمكنت مجموعة من علماء الفيزياء في جامعة ستانفورد من استخدام جهاز تداخل كمي فائق التوصيل ماسح وفي جامعة ييل عن طريق استخدام كوابيل كهروميكانيكية صغرى، من تسجيل قياسات للتيار المداوم في حلقات نانومترية من الذهب والألومينيوم على التوالي، وقد أبدى كلا الطرفين توافقًا قويًا على نظرية بسيطة للإلكترونات غير المتفاعلة.
وقد أثبتت قياسات 2009م حساسية للتيارات المداومة أكبر من القياسات السابقة، وحققت العديد من الإنجازات الأخرى في اكتشاف التيار المداوم. إن قدرة أجهزة التداخل الكمي الماسحة فائق التوصيل على تغيير مكان مقوم جهاز التداخل الكمي فائق التوصيل المرتبط بنموذج الحلقة قد أتاحت قياس العديد من الحلقات على شريحة عينة واحدة، كما ساعدت على زيادة استخراج إشارات التيار من ضجيج الخلفية. كما جعلت تقنية الكشف الميكانيكي لمقوم الكابول قياس الحلقات ممكنًا، وذلك في مجال كهرومغناطيسي حول مدى كبير من الحقل المغناطيسي، فضلاً عن قياس عدد الحلقات على شريحة عينة واحدة.